# Изключване на Русия от SWIFT
Изключването на Русия от банковата система SWIFT е една от санкциите на Европейския съюз и НАТО срещу Русия, които са насочени към спирането на агресията ѝ срещу Украйна

## Значението на SWIFT за Русия
Банковата система SWIFT се използва от хиляди финансови институции в повече от 200 държави, включително и Русия, и предоставя сигурна система за обмен на съобщения, като улеснява международните парични преводи.
По данни на Руската национална SWIFT асоциация потребителите на системата в Русия са близо 300 водещи банки и организации, като повече от половината руски кредитни организации са представени в SWIFT, а Русия заема второ място по брой потребители на платформата след САЩ.
Ако страната бъде изключена от SWIFT, както това се случи два пъти с Иран и един път със Северна Корея, то нейните междубанкови разплащателни трансакции ще станат значително по-сложни, способността на страната да търгува със стоки и да обменя валути ще бъде разрушена, а разплащането ще бъде възможно само в брой.

## Ход на събитията

### 24 февруари
Във връзка с военното нахлуване на Русия в Украйна на 24 февруари 2022 година министърът на външните работи на Украйна Дмитро Кулеба призова: „Светът трябва да действа незабавно. Бъдещето на Европа и света е заложено на карта“. Той предложи незабавно да се въведат „разрушителни санкции“ против Русия, включително и изключването от банковата система SWIFT, пълна изолация на Русия във всички формати, предоставяне на оръжия на Украйна, оборудване и хуманитарна помощ. По-късно същия ден Кулеба призова партньорите на Украйна да прекъснат дипломатическите си отношения с Русия.

### 25 февруари
Министърът на финансите на Франция Бруно Ле Мер в петък настоя Русия да бъде изключена от SWIFT заради атаката ѝ срещу Украйна. Германия, представлявана от канцлера Олаф Шолц, заяви, че се въздържа от изключването на Русия, защото руският газ представлява голям дял от енергийните доставки за Германия и за други части на Европа. В същото време Шолц предположи, че подобна стъпка ще бъде възможна на по-късен етап. Идеята за изключването на Русия беше подкрепена и от президента на САЩ Джо Байдън, който каза, че прекъсването е възможно, въпреки че към момента европейските страни няма да го сметнат за приоритет.
По-късно вечерта финансовият министър на Германия Кристиан Линдер повтори, че страната му не възразява срещу подобна санкция. Финансовият министър на Германия Кристиан Линдер заяви, че страната му е готова да изключи Русия от SWIFT, но е необходимо първо да се изчислят последствията за икономиката в страната. Правителствата на трите балтийски държави призоваха за този вид наказание срещу Русия.

### 26 февруари
На 26 февруари 2022 година Кипър, Италия, Унгария и Германия потвърдиха, че няма да блокират изключването от SWIFT. Решението за налагането на санкцията трябваше да бъде подписано от Европейския съюз. Служители на САЩ и техните колеги от ЕС първоначално разглеждаха включването на отделни банки и организации, а на цялата руска икономика. След пресконференцията на Байдън, на която обявиха нови санкции срещу Русия за нейната непровокирана атака срещу Украйна, европейските съюзници подкрепиха въвеждането на санкциите. Остана отворен единствено въпросът дали Русия ще бъде изключена в случай, че Киев бъде превзет или преди това. Беше отбелязано, че изключването на Русия от SWIFT ще нанесе вреди на големите европейски икономики и ще засегне износа на енергия към континента. Междувременно САЩ въведоха други санкции срещу Русия, насочени към банковия, технологичния и аерокосмическия сектор на Москва. Съединените щати обявиха, че ще наложат санкции директно срещу Путин и министъра на външните работи на Русия Сергей Лавров.
Следобед започна подготовката за изключването на някои от банките. По-рано под санкциите попаднаха ВТБ, Банка „Откритие“, Совкомбанк, Промсвязбанк, Новикомбанк, Алфа-банк, ВЕБ.РФ, Росселхозбанк, Новикомбанк, МКБ, „Русия“, ИС-банк, ЧБРР, Генбанк и Газпромбанк.

### 1 март
Посланиците на ЕС постигнаха съгласие по отношение на списък от 7 руски банки, които да бъдат изключени от SWIFT: ВТБ, Банка „Откритие“, Промсвязбанк, „Русия“, ВЕБ.РФ, „Откритие“ и „Русия“. Посланиците на ЕС решиха да не прилагат ограничения срещу най-големия кредитор в страната „Сбербанк“, който частично е собственост на руския газов гигант „Газпром“.